# Ленинский район (Казань)
Ленинский район (тат. Ленин районы) — один из упразднённых районов Казани.
Райисполком находился по адресу: улица Восстания, дом 19, улица Волгоградская, дом 32.
Районный комитет КПСС в разные времена находился по адресам: улица Лядова, дом 5, улица Гагарина, дом 101, улица Волгоградская, дом 32.

## География
Район находился в восточной части Казанского Заречья и граничил на юге (по Казанке) с Бауманским и Вахитовским районами, на востоке с Советским районом, на севере и северо-востоке с Высокогорским районом Татарстана на востоке с Московским районом (по улицам Центрально-Мариупольская, Тимирязева, Ленинградская, Ибргагимова и Вахитова) и на юго-востоке с Кировским районом (по западной границе Козьей слободы, Нижнезареченской и Ленинской дамбам).

## История
Район образован в 1934 году путём выделения из Пролетарского района. В 1940 году в район входили слободы Козья, Кизическая, Ново-Кизическая, Савиновская стройка, Восстания (Ивановская и Удельная стройки полностью, частично Пороховая слобода), посёлки Парижской Коммуны, Урицкого, Леваневского, Левченко, Орджоникидзе, Свердлова, Воровского, Грабарский, Старое и Новое Караваево. В 1973 году западная часть района была выделена в отдельный Московский район.
Упразднён постановлением Президиума Верховного Совета Республики Татарстан от 5 декабря 1994 года №2259-XII, территория южнее Северного внутригородского железнодорожного хода вошла в состав новосозданного Ново-Савиновского района, оставшаяся часть вошла в состав новосозданного Авиастроительного района.

## Население
| 1939     | 1959     | 1970     | 1979     | 1986     | 1989     | 1990     |
| -------- | -------- | -------- | -------- | -------- | -------- | -------- |
| 46 130   | ↗164 258 | ↗267 671 | ↘181 911 | ↗227 300 | ↗263 003 | ↗267 900 |
| 1991     | 1992     | 1993     | 1994     |          |          |          |
| ↗275 600 | ↗277 200 | ↗277 900 | ↗280 300 |          |          |          |

По состоянию на 1 января 1994 года в районе чуть больше четверти населения Казани (25,69%). По состоянию на 1993 год общая площадь жилого фонда района составляла 4393 тыс. м², из них 130 тыс. м² приходилось на общежития. В государственной собственности находились 1459 тыс. м², в муниципальной – 2091 тыс. м², в частной – 842 тыс. м².

## Руководители
Первые секретари райкома ВКП(б)/КПСС:
- Вульфсон, Леонид Леонтьевич (март 1932 – сентябрь 1932)
- Иоффе, Соломон Саулович (сентябрь 1932 – июнь 1935)
- Минкин, Абдул Фазиахметович (июль 1935 – май 1936)
- Айвазов, Моисей Гаврилович[тат.] (май 1936 – декабрь 1937)
- Бычков, Иван Георгиевич (декабрь 1937 – июнь 1938)
- Гафиатуллин, Сулейман Халилович (июнь 1938 – апрель 1939)
- Ананьев, Федор Тимофеевич (апрель 1939 – май 1940)
- Насыбуллин, Сабир Насыпович[тат.] (май 1940 – август 1941)
- Федоров, Ефим Романович (август 1941 – май 1942)
- Греньков, Александр Васильевич (май 1942 – сентябрь 1943)
- Козлов, Николай Васильевич (октябрь 1943 – май 1945)
- Дмитриев, Сергей Константинович (май 1945 – сентябрь 1950)
- Ломакин, Тихон Сергеевич (октябрь 1950 – ноябрь 1954)
- Исаков, Аркадий Федорович (ноябрь 1954 – октябрь 1960)
- Троицкий, Михаил Трофимович (октябрь 1960 – июль 1962)
- Котов, Александр Михайлович (июль 1962 – ноябрь 1965)
- Хахалин, Николай Николаевич (ноябрь 1965 – декабрь 1969)
- Шуртыгин, Анатолий Александрович (январь 1970 – апрель 1973)
- Карунин, Георгий Иванович (май 1973 – май 1987)
- Кандалинцев, Владимир Борисович (май 1987 – октябрь 1990)
- Калинкин, Валерий Дмитриевич (ноябрь 1990 – ноябрь 1991)

Глава администрации Ленинского района:
- Мухаметзакиров, Анвар Мухаметкадырович[15]

## Транспорт
Район был соединён с противоположным берегом Казанки двумя автомобильными мостами (Ленинская и третья транспортная дамбы) и железнодорожным мостом (у Савинова).

### Трамвай
На момент создания района существовала одна трамвайная линия по улице Декабристов, по которой ходил безномерной маршрут «Казмашстроя», которому позже был присвоен № 9. К концу существования района количество маршрутов возросло до пяти: № 9 («вокзал» – «Караваево»), № 10 («улица Химическая» – «Караваево»), № 13 («Караваево» – «улица Халитова», укороченный до улицы Гаврилова), № 14 («вокзал» – «улица Халитова», укороченный до улицы Гаврилова), № 17 («улица Короленко» – «улица Халитова»).

### Троллейбус
Троллейбусное сообщение появилось в районе в 1948 году, когда был запущен троллейбус № 1, соединявший трамвайное депо № 3 с площадью Куйбышева. К концу существования района через его территорию проходили также маршруты № 3 («улица Ленинградская» – «улица Степана Халтурина»), встречно-кольцевые № 4 и № 10 («Горьковское шоссе» – «площадь Куйбышева»), № 5 («улица Волгоградская» – «улица Химическая»), № 13 («улица Ленинградская» – «улица Халитова»).

### Автобус
К середине 1990-х годов из 71 автобусного маршрута на территории района находились конечные остановки шестнадцати из них (№№ 8, 9, 11, 21, 26, 28, 29, 33, 46, 50, 73, 74, 76, 82, 83, 96).